# Noh Rahman
Noh Rahman, né le 2 août 1980 à Singapour, est un footballeur international singapourien. Il évolue au poste de défenseur.

## Biographie

### Carrière en équipe nationale
Noh Rahman joue son premier match en équipe nationale le 27 janvier 2001 lors d'un match amical contre la Thaïlande (1-1). Il reçoit sa dernière sélection, le 6 septembre 2013 lors d'un match contre la Chine (défaite 6-1).
Avec la sélection singapourienne, il dispute 16 matchs comptant pour les tours préliminaires de la coupe du monde, lors des éditions 2002, 2006, 2010 et enfin 2014.
Au total, il compte 84 sélections officielles et 0 but en équipe de Singapour entre 2001 et 2013.

## Palmarès

### En club
- Avec le Geylang United :
  - Champion de Singapour en 2001

- Avec le Singapour Armed Forces :
  - Champion de Singapour en 2002
  - Vainqueur de la Coupe de Singapour en 2012

- Avec le Home United :
  - Vainqueur de la Coupe de Singapour en 2013

### En sélection nationale
- Vainqueur du Championnat d'Asie du Sud-Est en 2004 et 2007